# Модуль над кольцом
Мо́дуль над кольцо́м — обобщение понятия векторного пространства с полей на кольца. Одно из основных понятий общей алгебры.
Модули позволяют адаптировать на многие алгебраические структуры стандартные понятия линейной алгебры, такие как базис и линейное отображение, а также предоставляют единообразный язык для работы с такими структурами. Например, модули над кольцом целых чисел {\displaystyle \mathbb {Z} } — это в точности абелевы группы, а модули над кольцом многочленов {\displaystyle k[x]} над некоторым полем {\displaystyle k} — в точности векторные пространства над {\displaystyle k} с фиксированным линейным оператором.
Понятие модуля лежит в основе коммутативной алгебры, которая играет важную роль в различных областях математики, таких как алгебраическая геометрия, гомологическая алгебра и теория представлений.

## Мотивация
В векторном пространстве множество скаляров образует поле, и умножение на скаляр удовлетворяет нескольким аксиомам, таким как дистрибутивность умножения. В модуле же требуется только, чтобы скаляры образовывали кольцо (ассоциативное, с единицей), аксиомы же остаются теми же самыми.
Значительная часть теории модулей состоит из попыток обобщить на них известные свойства векторных пространств, иногда для этого приходится ограничиваться модулями над «хорошо ведущими себя» кольцами, такими как области главных идеалов. Однако в целом модули устроены более сложно, чем векторные пространства. Например, не в каждом модуле можно выбрать базис, и даже те, в которых это возможно, могут иметь несколько базисов с различным числом элементов (в случае некоммутативного кольца).

## Определения
Пусть {\displaystyle R} — кольцо (как правило, считающееся коммутативным с единичным элементом {\displaystyle 1\in R}). {\displaystyle R}-модулем называется абелева группа {\displaystyle M} с операцией умножения на элементы кольца {\displaystyle R}:
{\displaystyle R\times M\to M,\quad (r,m)\mapsto rm,}
которая удовлетворяет следующим условиям:
1) {\displaystyle \forall m\in M,\,\forall r_{1},r_{2}\in R\quad (r_{1}r_{2})m=r_{1}(r_{2}m),}
2) {\displaystyle \forall m\in M\quad 1m=m.}
3) {\displaystyle \forall m_{1},m_{2}\in M,\,\forall r\in R\quad r(m_{1}+m_{2})=rm_{1}+rm_{2},}
4) {\displaystyle \forall m\in M,\,\forall r_{1},r_{2}\in R\quad (r_{1}+r_{2})m=r_{1}m+r_{2}m.}
Примечание: В случае некоммутативного кольца такие модули часто называются левыми. Правыми модулями называют в этом случае такие объекты, у которых условие 1) заменено следующим:
{\displaystyle \forall m\in M,\,\forall r_{1},r_{2}\in R\quad (r_{1}r_{2})m=r_{2}(r_{1}m),}
что гораздо удобнее формулировать, записывая элемент кольца справа от элемента модуля {\displaystyle m}:
{\displaystyle \forall m\in M,\,\forall r_{1},r_{2}\in R\quad m(r_{1}r_{2})=(mr_{1})r_{2},} отсюда и терминология.
В случае коммутативного кольца {\displaystyle R} определения левого и правого модуля совпадают, и их называют просто модулями.
Любое кольцо {\displaystyle R} можно рассматривать как модуль над собой (в некоммутативном случае оно является также правым модулем над собой).

## Связанные определения и свойства
Подмодулем модуля {\displaystyle M_{R}} называется подгруппа {\displaystyle B} группы {\displaystyle M}, замкнутая относительно умножения на элементы из {\displaystyle R}, то есть такая, что:
{\displaystyle \forall b\in B,\ r\in R:rb\in B}.
Если кольцо {\displaystyle R} рассматривать как левый модуль над собой, то его подмодули являются левыми идеалами; если кольцо рассматривать как правый модуль, то правыми идеалами. В коммутативном случае понятие левого и правого идеалов совпадают.
Гомоморфизмом, или {\displaystyle R}-гомоморфизмом {\displaystyle ,R}-модулей {\displaystyle A} и {\displaystyle B} называется гомоморфизм групп {\displaystyle \phi :A\to B}, для которого выполнено дополнительное условие {\displaystyle \phi (ra)=r\phi (a)\forall a\in A,r\in R}. Множество всех таких гомоморфизмов обозначают через {\displaystyle Hom_{R}(A,\ B)}. На этом множестве можно ввести структуру абелевой группы, определяя 0, {\displaystyle -} и {\displaystyle +} следующими равенствами:
{\displaystyle 0a=0,\ (-\phi )a=-(\phi a),\ (\phi +\psi )a=\phi a+\psi a}.
Если {\displaystyle N} — подмодуль модуля {\displaystyle M}, можно рассмотреть фактормодуль {\displaystyle M/N} как множество классов эквивалентности элементов {\displaystyle M}, определив отношение эквивалентности между элементами:
{\displaystyle a\sim b} тогда и только тогда, когда {\displaystyle b-a} принадлежит {\displaystyle N}.
Элементы фактормодуля обычно обозначают как {\displaystyle [a]=\{a+n:n\in N\}=a+N}. Операции сложения и умножения определяются формулами{\displaystyle (a+N)+(b+N)=(a+b+N),\quad r\cdot (a+N)=(r\cdot a+N)}.

## Примеры
- Любая абелева группа — модуль над кольцом целых чисел.
- Любая {\displaystyle n}-ограниченная абелева группа (то есть такая абелева группа {\displaystyle A}, что {\displaystyle nA=0}) — модуль над кольцом {\displaystyle \mathbb {Z} _{n}} классов вычетов по модулю {\displaystyle n}.
- Линейное пространство над полем {\displaystyle F} является модулем над {\displaystyle F}.
- Линейное пространство {\displaystyle V} — модуль над кольцом всех своих линейных преобразований {\displaystyle L(V)}
- Дифференциальные формы на гладком многообразии {\displaystyle M} снабжены естественной структурой модуля над кольцом всех гладких функций на {\displaystyle M}.
- Если I — левый идеал кольца R, он будет левым модулем над этим кольцом. Аналогично, правые идеалы будут правыми модулями.

## Типы модулей
- Конечнопорождённые модули
- Циклические модули: модуль называется циклическим, если он порожден одним элементом.
- Свободные модули
- Проективные модули
- Инъективные модули
- Неразложимые модули: модуль называется неразложимым, если он ненулевой и его нельзя разложить в прямую сумму двух ненулевых модулей.
- Вполне разложимые модули: модули, которые можно разложить в прямую сумму неразложимых.
- Простые модули
- Полупростые модули
- Артиновы модули
- Нётеровы модули

## История
Простейшие примеры модулей (конечные абелевы группы, то есть {\displaystyle \mathbb {Z} }-модули) появляются уже у Гаусса как группы классов бинарных квадратичных форм.
Общее понятие модуля встречается впервые в 1860—1880-х годах века в работах Дедекинда и Кронекера, посвящённых арифметике полей алгебраических чисел и алгебраических функций.
Проводившееся примерно в это же время исследование конечномерных ассоциативных алгебр, и в частности групповых алгебр конечных групп (Пирс, Фробениус), привело к изучению идеалов некоторых некоммутативных колец.
Первоначально теория модулей развивалась преимущественно как теория идеалов некоторого кольца.
Лишь позднее в работах Нётер и Крулля было замечено, что многие результаты удобнее формулировать и доказывать в терминах произвольных модулей, а не только идеалов.